# Shepherd Moons
Shepherd Moons är det tredje studioalbumet av den irländska sångerskan Enya. Det gavs ut den 4 november 1991 och innehåller 12 låtar. Enya har själv komponerat musiken till alla låtar.

## Låtlista
| Nr  | Titel                        | Längd |
| --- | ---------------------------- | ----- |
| 1.  | Shepherd Moons               | 3:45  |
| 2.  | Caribbean Blue               | 3:59  |
| 3.  | How Can I Keep From Singing? | 4:25  |
| 4.  | Ebudæ                        | 1:55  |
| 5.  | Angeles                      | 4:01  |
| 6.  | No Holly For Miss Quinn      | 2:43  |
| 7.  | Book of Days                 | 2:55  |
| 8.  | Evacuee                      | 3:50  |
| 9.  | Lothlórien                   | 2:07  |
| 10. | Marble Halls                 | 3:54  |
| 11. | Afer Ventus                  | 4:06  |
| 12. | Smaointe...                  | 6:08  |

## Listplaceringar
| Lista              | Topplacering |
| ------------------ | ------------ |
| Australien         | 8            |
| Belgien (Flandern) | 38           |
| Nederländerna      | 7            |
| Norge              | 2            |
| Nya Zeeland        | 3            |
| Schweiz            | 13           |
| Spanien            | 94           |
| Sverige            | 5            |
| Österrike          | 31           |